# Đola 2005.
Đola 2005., druga po redu jednodnevna likovna kolonija održana 24. studenog 2005. godine u Dardi, u organizaciji Pododbora Darda Srpskog kulturnog društva (SKD) "Prosvjeta" (Zagreb), nazvana tako po uređenom darđanskom kupalištu Đola.
Kolonija je bila podijeljena na dva dijela. Prvi je dio održan u Kopačkom ritu u prijepodnevnim satima. U popodnevnim satima kolonija je nastavljena u Dardi u prostorijama srednje škole. Na koloniji su sudjelovali slikari: Sreto Balaš, Velimir Čolović, Miroslav Đurđević, Stjepan Juriša, Etelka Kukurić, Mira Krivokuća, Rada Marković, Miroslav Odavić, Danijela Pendić, Vlado Savić, Stevan Vladetić te omladinci: Đorđe Đorđević, Slađana Zubić i djeca: Milica Kresić, Radovan Medaković, Teodora Pendić i Nikola Popović. 
Po jedan izabrani rad svakog slikara bit će uokivren i prezentiran široj javnosti na izložbama koje će se organizirati u svim mjestima koja za to pokažu zanimanje.
Planirano je da kolonija postane tradicionalna (usp. Đola 2004., Đola 2006.).